# انتخابات مجلس قانونگذاری پرتغال (۲۰۲۵)
انتخابات زودهنگام قانونگذاری در پرتغال در ۱۸ مه ۲۰۲۵ برای انتخاب اعضای مجلس جمهوری هفدهمین دوره قانونگذاری برگزار شد. تمام ۲۳۰ کرسی مجلس جمهوری موضوع چالش بود.
پس از طرح ادعاهایی مبنی بر تضاد منافع در رابطه با کسب و کار خانوادگی نخست‌وزیر، دولت وقت درخواست رأی اعتماد کرد که در ۱۱ مارس ۲۰۲۵شکست خورد. رئیس‌جمهورمارسلو ربلو د سوزا، سپس برای ۱۸ فراخوان به انتخابات داد و این سومین انتخابات قانونگذاری در کمتر از چهار سال به‌شمار می‌رود.
تا تاریخ ۱۹ مه ۲۰۲۵، نتایج ۲۲۶ کرسی از ۲۳۰ کرسی اعلام شد. چهار کرسی رزرو شده برای رأی‌دهندگان خارجی هنوز منظور نشده است. میزان مشارکت ۶۴٫۴ درصد بود که در مقایسه با ۶۶٫۲ درصد در انتخابات قبلی در سال ۲۰۲۴، اندکی کاهش یافته است.
بیشترین کرسی‌ها را حزب راست میانه «ائتلاف دموکراتیک» (AD) به رهبری نخست‌وزیر لوئیس مونته‌نگرو به دست آمد. در مقایسه با انتخابات ۲۰۲۴، حزب دموکرات مسیحی سهم آرای خود را به ۳۳ درصد افزایش داد و ۸۹ کرسی به دست آورد. با این حال، این تعداد هنوز کمتر از ۱۱۶ کرسی مورد نیاز برای کسب اکثریت است. حزب سوسیالیست (PS) با کاهش آرا، ۲۳ درصد آرا و ۵۸ کرسی را از دست داد. حزب پوپولیست راست‌گرای چگا (CH) سهم آرای خود را به نزدیک به ۲۳ درصد و همچنین ۵۸ کرسی افزایش داد.